# Tourist Verlag
Der VEB Tourist Verlag mit Sitz in Berlin und Leipzig war der bedeutendste Verlag für Reise- und Touristikliteratur in der DDR.

## Geschichte
Der VEB Tourist Verlag ging 1977 aus dem VEB Landkartenverlag Berlin hervor, dem die Abteilung Heimat- und Touristikliteratur des VEB F. A. Brockhaus Verlages Leipzig angegliedert wurde.
Herausgegeben wurden pro Jahr etwa 100 Stadtpläne, Reiseführer, Reiseratgeber, Atlanten, Touristenkarten, Wanderkarten und Wanderhefte. Alle kartographischen Werke der DDR unterlagen dabei der Genehmigungspflicht des Ministeriums des Innern. Im Jahr 1988 erschienen 111 Titel (Bücher und Karten), davon 16 Erstausgaben und 95 Nachauflagen. Der Umsatz belief sich auf 23,4 Mio. Mark der DDR, der Gewinn auf 1,7 Mio. Mark. Zwischen 1977 und 1990 veröffentlichte der Verlag insgesamt mehr als 400 Erstausgaben. Zuletzt waren 180 Mitarbeiter in Berlin und Leipzig beschäftigt, davon 20 Lektoren, 20 Redakteure und 50 Kartographen.
In der politischen Wende begannen bereits Anfang 1990 Gespräche mit Mairs Geographischem Verlag, dem bisherigen Geschäftspartner, über mögliche Kooperationen. Anfang 1990 kamen beide Seiten überein, gemeinsame Projekte zu entwickeln und eine Vertriebspartnerschaft aufzubauen. Doch die Treuhandanstalt, der der Verlag im Sommer 1990 unterstellt wurde, entschied anders. Der Tourist-Verlag wurde nach Abschluss der Verkaufsverhandlungen im August 1991 schließlich an vom Schweizer Unternehmen Kümmerly+Frey verkauft. Der Verlag wurde auf 18 Personen reduziert, darunter fünf Kartographen und drei Lektoren, und sollte mindestens noch zwei Jahre fortgeführt werden. Das Leipziger Büro wurde geschlossen; das Verlagsarchiv wurde weitgehend vernichtet, nur aktuell notwendige Arbeitsbestände blieben erhalten. Der Versuch, eine eigenständige Marke „Tourist Verlag Kümmerly+Frey“ zu etablieren, scheiterte rasch und wurde 1994 aufgegeben.
Einzelne Verlagstitel und Rechte wurden an interessierte Verlage veräußert. Die restlichen Bestände erwarb der Verleger Michael Maaß 1999 zusammen mit dem Namen, den er beim Patentamt schützen ließ.
Die 2008 gegründete Weimarer Verlagsgesellschaft übernahm die Bestände, den Verlagsnamen und die Verlagsaktivitäten.
Anfang 2016 wurde der Tourist-Verlag vom Knabe-Verlag Weimar übernommen, wo er als Imprint weitergeführt wird.

## Verlagsprogramm
Wie die meisten Sachbuchverlage der DDR hatte auch der Tourist-Verlag in seinem Bereich eine monopolartige Stellung. Der Schwerpunkt der Verlagstätigkeit lag hauptsächlich auf der Grundversorgung mit Reiseliteratur. In den 1980er Jahren erschienen jedoch zunehmend verhältnismäßig hochpreisige Spezialreiseführer, während gleichzeitig normale Landkarten, Stadtpläne und Reiseführer oft Mangelware waren.
 Zum Verlagsprogramm gehörten folgende Publikationsreihen:
- Stadtpläne
- Stadtführer
- Stadtführer-Atlanten
- Wanderkarten
- Wanderhefte (siehe: Tourist-Wanderheft)
- Wanderatlanten (siehe: Tourist Wanderatlas)
- Touristenkarten
- Reisehandbücher
- Reise- und Verkehrskarten
- Verwaltungskarten
- Tourist-Führer

Außerdem wurden Reise- und Verkehrsatlanten sowie thematische Karten und Reiseführer herausgegeben.
Mit Übernahme durch den Knabe Verlag Weimar 2016 erweiterte dieser sein Verlagsprogramm, das bis dahin fast ausschließlich aus Ansichtskarten mit Motiven Weimarer Sehenswürdigkeiten und Persönlichkeiten bestand, um eine erste literarische Neuerscheinung: Der Weimarer Cranach-Altar. Ein ernestinisches Bekenntnis zur Reformation, ein Sachbuch mit touristischem Hintergrund von Elisabeth Asshoff.

## Zensur, Kartenverfälschung
Wie alle Verlage der DDR unterlag auch der VEB Tourist Verlag der Vorabzensur durch die Hauptverwaltung Verlage und Buchhandel im Ministerium für Kultur im Rahmen des Druckgenehmigungsverfahrens. Darüber hinaus bedurfte die Publikation von Kartenmaterial der Genehmigung des Innenministeriums. Militärische Objekte durften nicht gezeigt, Industrieanlagen und Bahnlinien durften nur stark generalisiert dargestellt werden. Stadtpläne wurden seit 1967 nur in einer verzerrten Darstellung publiziert, die die Innenstädte in größerem Maßstab als die Randbezirke zeigte.  Für private Zwecke durften lediglich maßstäbliche Karten mit einer Auflösung von 1:1,25 Mio. oder schlechter veröffentlicht werden.